# Amyema mackayense
Amyema mackayense är en tvåhjärtbladig växtart. Amyema mackayense ingår i släktet Amyema och familjen Loranthaceae.

## Underarter
Arten delas in i följande underarter:
- A. m. cycnei-sinus
- A. m. mackayense